# Női 4 × 6 km-es biatlonváltó a 2010. évi téli olimpiai játékokon
A 2010. évi téli olimpiai játékokon a biatlon női 4 × 6 km-es váltó versenyszámát február 23-án rendezték a Whistler Olympic Park síközpontjában.
Az aranyérmet az orosz váltó nyerte (Szvetlana Szlepcova, Anna Bogalij-Tyitovec, Olga Medvedceva, Olga Zajceva), több mint fél perccel megelőzve a francia (Marie-Laure Brunet, Sylvie Becaert, Marie Dorin, Sandrine Bailly) valamint a német (Kati Wilhelm, Simone Hauswald, Martina Beck, Andrea Henkel) váltókat. Magyar csapat nem vett részt a versenyen.

## Végeredmény
A csapatok tagjainak mindkét sorozatban 8 lövési kísérlete volt az 5 célpontra. Minden hibás találat után 150 méter büntetőkört kellett megtennie a hibázó versenyzőnek. Az időeredmények másodpercben értendők. A lövőhibáknál sorozatonként az első szám a hibás találatot, a második szám az 5 darab kísérleten felüli plusz kísérletek számát mutatják.
Az időeredmények másodpercben értendők.
| Helyezés | Csapat                                                                                                 | Idő                                       | Lövőhiba (F+Á)                          | Hátrány |
| -------- | --- | ----------------------------------------- | --------------------------------------- | ------- |
| Arany    | Oroszország (RUS) · Szvetlana Szlepcova · Anna Bogalij-Tyitovec · Olga Medvedceva · Olga Zajceva       | 1:09:36,3 17:24,4 17:17,3 17:27,7 17:26,9 | 0+2 0+3 0+0 0+0 0+1 0+1 0+0 0+0 0+1 0+2 |         |
| Ezüst    | Franciaország (FRA) · Marie-Laure Brunet · Sylvie Becaert · Marie Dorin · Sandrine Bailly              | 1:10:09,1 17:22,6 17:17,6 18:34,2 16:54,7 | 2+4 0+4 0+0 0+2 0+0 0+1 2+3 0+1 0+1 0+0 | +32,8   |
| Bronz    | Németország (GER) · Kati Wilhelm · Simone Hauswald · Martina Beck · Andrea Henkel                      | 1:10:13,4 17:26,0 17:16,2 18:12,0 17:19,2 | 0+2 0+3 0+1 0+0 0+0 0+0 0+1 0+1 0+0 0+2 | +37,1   |
| 4.       | Norvégia (NOR) · Liv-Kjersti Eikeland · Ann Kristin Flatland · Solveig Rogstad · Tora Berger           | 1:10:34,1 18:20,4 16:52,6 18:21,2 16:59,9 | 0+1 0+2 0+0 0+2 0+0 0+0 0+1 0+0         | +57,8   |
| 5.       | Svédország (SWE) · Elisabeth Högberg · Anna Carin Olofsson · Anna Maria Nilsson · Helena Jonsson       | 1:10:47,2 17:46,7 17:25,9 18:16,8 17:17,8 | 0+2 0+1 0+0 0+1 0+0 0+0 0+2 0+0 0+0 0+0 | +1:10,9 |
| 6.       | Ukrajna (UKR) · Olena Pidhrusna · Valentina Szemerenko · Okszana Hvosztenko · Viktorija Szemerenko     | 1:11:08,2 17:36,9 17:56,3 17:44,7 17:50,3 | 0+2 0+6 0+0 0+1 0+1 0+3 0+1 0+0 0+0 0+2 | +1:31,9 |
| 7.       | Fehéroroszország (BLR) · Ljudmila Kalincsik · Darja Domracsava · Volha Kudrjasova · Nadzeja Szkardzina | 1:11:34,0 17:40,0 17:28,7 18:27,4 17:57,9 | 0+1 0+2 0+1 0+1 0+0 0+1 0+0 0+0         | +1:57,7 |
| 8.       | Szlovénia (SLO) · Dijana Ravnikar · Andreja Mali · Tadeja Brankovič-Likozar · Teja Gregorin            | 1:12:02,4 17:50,4 18:18,2 18:07,8 17:46,0 | 0+4 0+2 0+0 0+1 0+1 0+1 0+2 0+0 0+1 0+0 | +2:26,1 |
| 9.       | Kína (CHN) · Vang Csun-li · Liu Hszien-jing · Kung Jing-csao · Szung Csao-csing                        | 1:12:16,9 17:44,7 17:47,7 19:10,4 17:34,1 | 0+2 0+6 0+1 0+2 0+1 0+1 0+0 0+3 0+0 0+0 | +2:40.  |
| 10.      | Románia (ROU) · Dana Plotogea · Tófalvi Éva · Mihaela Purdea · Ferencz Réka                            | 1:12:32,9 18:10,6 17:47,8 18:23,2 18:11,3 | 0+1 0+6 0+0 0+1 0+0 0+2 0+1 0+3 0+0 0+0 | +2:56,6 |
| 11.      | Olaszország (ITA) · Michela Ponza · Katja Haller · Karin Oberhofer · Roberta Fiandino                  | 1:12:54,2 18:20,5 17:58,2 18:19,3 18:16,2 | 0+4 0+4 0+1 0+1 0+0 0+0 0+0 0+2 0+3 0+1 | +3:17,9 |
| 12.      | Lengyelország (POL) · Krystyna Palka · Magdalena Gwizdoń · Weronika Novakowska · Agnieszka Cyl         | 1:12:54,3 18:21,2 19:10,2 17:55,7 17:27,2 | 0+5 1+7 0+2 0+2 0+3 1+3 0+0 0+1         | +3:18,0 |
| 13.      | Szlovákia (SVK) · Martina Halinárová · Anastasiya Kuzmina · Natália Prekopová · Jana Gereková          | 1:13:15,8 18:27,1 17:09,3 19:41,7 17:57,7 | 0+2 1+9 0+1 0+2 0+0 0+1 0+0 1+3 0+1 0+3 | +3:39,5 |
| 14.      | Kazahsztán (KAZ) · Jelena Hrusztaljova · Anna Lebegyeva · Ljubov Filmonova · Marina Lebegyeva          | 1:13:42,9 17:42,1 18:00,8 18:52,6 19:07,4 | 0+4 0+5 0+0 0+1 0+1 0+1 0+1 0+2 0+2 0+1 | +4:06,6 |
| 15.      | Kanada (CAN) · Megan Imrie · Zina Kocher · Rosanna Crawford · Megan Tandy                              | 1:14:25,5 18:18,9 18:04,9 19:50,9 18:10,8 | 1+7 0+5 0+1 0+3 0+2 0+1 1+3 0+0 0+1 0+1 | +4:49,2 |
| 16.      | Csehország (CZE) · Veronika Vítková · Magda Rezlerova · Gabriela Soukalova · Zdenka Vejnarova          | 1:14:37,5 17:51,1 18:25,9 18:23,7 19:56,8 | 2+4 1+6 0+1 0+1 0+0 1+3 0+0 0+1 2+3 0+1 | +5:01,2 |
| 17.      | Egyesült Államok (USA) · Sara Studebaker · Lanny Barnes · Haley Johnson · Laura Spector                | 1:15:47,5 17:53,2 18:52,5 19:01,5 20:00,3 | 1+8 0+4 0+1 0+0 0+1 0+1 0+3 0+0 1+3 0+3 | +6:11,2 |
| 18.      | Észtország (EST) · Kadri Lehtla · Eveli Saue · Sirli Hanni · Kristel Viigipuu                          | 1:17:55,5 18:49,8 18:15,4 20:06,6 20:43,7 | 2+9 0+7 0+2 0+2 0+1 0+1 1+3 0+1 1+3 0+3 | +8:19,2 |
| 19.      | Lettország (LAT) · Zanna Juskane · Madara Līduma · Liga Glazere · Gerda Krumina                        | 1:18:56,2 21:06,7 18:09,7 20:51,6 18:48,2 | 2+5 2+7 2+3 0+2 0+1 0+1 0+0 2+3 0+1 0+1 | +9:19,9 |